# Лейк-Сенека (Огайо)
Лейк-Сенека (англ. Lake Seneca) — переписна місцевість (CDP) в США, в окрузі Вільямс штату Огайо. Населення — 529 осіб (2020).

## Географія
Лейк-Сенека розташований за координатами 41°39′55″ пн. ш. 84°38′31″ зх. д. / 41.66528° пн. ш. 84.64194° зх. д. (41.665401, -84.641986).  За даними Бюро перепису населення США в 2010 році переписна місцевість мала площу 4,63 км², з яких 4,48 км² — суходіл та 0,15 км² — водойми.

## Демографія
Згідно з переписом 2010 року, у переписній місцевості мешкало 465 осіб у 193 домогосподарствах у складі 154 родин. Густота населення становила 100 осіб/км².  Було 288 помешкань (62/км²).
Расовий склад населення:
| - 99,4 % — білих |

До двох чи більше рас належало 0,2 %. Частка іспаномовних становила 1,7 % від усіх жителів.
За віковим діапазоном населення розподілялося таким чином: 17,4 % — особи молодші 18 років, 65,0 % — особи у віці 18—64 років, 17,6 % — особи у віці 65 років та старші. Медіана віку мешканця становила 47,9 року. На 100 осіб жіночої статі у переписній місцевості припадало 108,5 чоловіків;  на 100 жінок у віці від 18 років та старших — 105,3 чоловіків також старших 18 років.
Середній дохід на одне домашнє господарство  становив 81 587 доларів США (медіана — 53 750), а середній дохід на одну сім'ю — 84 854 долари (медіана — 73 125). За межею бідності перебувало 6,6 % осіб, у тому числі 19,3 % дітей у віці до 18 років та 0,0 % осіб у віці 65 років та старших.
Цивільне працевлаштоване населення становило 267 осіб. Основні галузі зайнятості: виробництво — 32,6 %, роздрібна торгівля — 21,7 %, освіта, охорона здоров'я та соціальна допомога — 21,7 %.